# Louis Moyse
Louis Moyse ([lwi mɔiz]; né le 14 août 1912 à Schéveningue, aux Pays-Bas et mort le 30 juillet 2007 à Montpelier (Vermont) aux États-Unis est un flûtiste français, compositeur et professeur du XXe siècle.

## Biographie
Né le 14 août 1912 à Schéveningue, Louis Moyse est le fils de flûtiste français et professeur renommé Marcel Moyse.
Il entre au Conservatoire de Paris en 1930 où il étudie la flûte avec Philippe Gaubert, la composition avec Eugène Bigot ainsi que le piano avec Isidor Philipp et Joseph Benvenuti. Il devient l'assistant de son père au Conservatoire en 1932.
Louis Moyse enseigne pendant 27 ans au Collège de Marlboro (en), ainsi qu'à l'université de Boston et à l'Université de Toronto. Il continue ensuite de donner des cours privés à Westport tout en faisant des tournées internationales et aux États-Unis avec sa femme Janet White Moyse. Il donne aussi des cours semi-annuels et des concerts dans la ville où résidait son père, Saint-Amour, jusqu'en 2004.
Il déménage ensuite à Montpelier, dans le Vermont pour les neuf dernières années de sa vie.
Il est édité avec G. Schirmer, Southern Music, Theodore Presser, McGinnis & Marx, E. Henry David Music Publishers, Leduc (France) et Zen-On Music (Japan).

## Éditions
Compositions pour flûte :
| - Suite pour 2 flûtes et flûte alto (1957) - Quatre danses pour flûte et alto (1958) - Quintette à vents (1961) - Marlborian Concerto No 1, pour flute, cor anglais, et orchestre (1969) - Première Sonate, pour flûte et piano (1974) - Introduction, Thème et Variations, flûte et piano (1980) | - Seconde Sonate, Op. 60, flûte et piano (1998) - Trois Hommages, flûte et piano - Deux Miniatures, flûte et piano - Impromptu en si bémol majeur, Op.142, flûte et piano - Suite en la mineur pour flûte et piano |

Collections de musique pour flûte :
| - Louis Moyse Flute Collection, Schirmer - 40 Little Pieces for Beginning Flutists - Flute Music By French Composers, flute and piano - Album Of Flute Duets, 2 flutes - Twelve Fantasias for Solo Flute | - Solos for the Flute Player, flute and piano - Album of Sonatinas for Young Flutists, flute and piano - First Solos for the Flute Player, flute and piano - Little Pieces for Flute and Guitar, flute and guitar |